# EHF Champions League 2024-2025 (maschile)
L'EHF Champions League 2024-2025 è stata la 65ª edizione della Champions League, organizzata dall'EHF per squadre maschili di pallamano.
La competizione è stata vinta dal Magdeburgo, per la quinta volta nella sua storia, che ha sconfitto in finale i connazionali del Füchse Berlino.

## Formato
Le sedici squadre sono divise in due gruppi da otto componenti ciascuno; viene disputato un girone all'italiana, con partite di andata e ritorno. Al termine delle gare del girone, le prime due classificate si qualificano direttamente ai quarti di finale, le squadre classificatesi dal terzo al sesto posto invece disputano gli ottavi di finale. 
Negli ottavi e nei quarti di finale si giocano sfide di andata e ritorno: chi nel punteggio complessivo vince, passa al turno successivo. Per quanto riguarda le Final Four, si disputano due semifinali in gara secca, dove le vincenti si sfideranno nuovamente in gara unica per la vittoria del torneo.

## Squadre partecipanti
Sulle sedici squadre partecipanti, nove sono qualificate di diritto mentre alle altre sette verranno assegnate delle wild card. A fare domanda per le wild card sono state dieci squadre. Il 21 giugno l'EHF ha ufficializzato le squadre partecipanti alla stagione 2023-2024.
| Ammesse direttamente | Ammesse direttamente | Ammesse direttamente |
| -------------------- | -------------------- | -------------------- |
| Paris-Saint Germain  | Magdeburgo           | Wisła Płock          |
| Barcellona           | Kolstad              | Aalborg              |
| Veszprém             | Sporting CP          | Füchse Berlino       |
| Ammesse su invito    |                      |                      |
| Nantes               | Pick Szeged          | Fredericia           |
| Zagabria             | Kielce               | Pelister             |
| Dinamo Bucarest      |                      |                      |

## Fase a gironi

### Girone A

#### Classifica
| Pos | Squadra             | G  | V  | N | P  | GF  | GS  | DG  | Pt | Qualificazione |
| --- | ------------------- | -- | -- | - | -- | --- | --- | --- | -- | -------------- |
| 1   | Veszprém            | 14 | 12 | 0 | 2  | 468 | 408 | +60 | 24 | Quarti         |
| 2   | Sporting CP         | 14 | 8  | 2 | 4  | 454 | 399 | +55 | 18 | Quarti         |
| 3   | Füchse Berlino      | 14 | 9  | 0 | 5  | 469 | 440 | +29 | 18 | Playoff        |
| 4   | Paris-Saint Germain | 14 | 9  | 0 | 5  | 462 | 456 | +6  | 18 | Playoff        |
| 5   | Dinamo Bucarest     | 14 | 6  | 0 | 8  | 426 | 439 | −13 | 12 | Playoff        |
| 6   | Wisła Płock         | 14 | 5  | 1 | 8  | 370 | 366 | +4  | 11 | Playoff        |
| 7   | Pelister            | 14 | 3  | 2 | 9  | 346 | 406 | −60 | 8  |                |
| 8   | Fredericia          | 14 | 1  | 1 | 12 | 395 | 476 | −81 | 3  |                |

#### Risultati
|                     | VES   | PSG   | FBE   | SCP   | DIN   | WIS   | PEL   | FRE   |
| ------------------- | ----- | ----- | ----- | ----- | ----- | ----- | ----- | ----- |
| Veszprém            | ––––  | 41-28 | 32-33 | 33-32 | 36-24 | 30-26 | 33-26 | 34-32 |
| Paris Saint-Germain | 33-37 | ––––  | 34-37 | 30-28 | 35-32 | 28-31 | 31-29 | 38-30 |
| Füchse Berlino      | 31-32 | 38-40 | ––––  | 33-32 | 38-29 | 25-24 | 39-29 | 36-29 |
| Sporting CP         | 39-30 | 39-28 | 35-33 | ––––  | 34-25 | 34-29 | 30-24 | 32-29 |
| Dinamo Bucureşti    | 26-33 | 33-40 | 38-31 | 33-29 | ––––  | 26-27 | 34-25 | 37-28 |
| Wisła Płock         | 24-27 | 23-24 | 32-27 | 29-29 | 26-28 | ––––  | 26-18 | 30-21 |
| Pelister            | 23-30 | 26-35 | 22-30 | 24-24 | 25-24 | 21-18 | ––––  | 29-29 |
| Fredericia          | 31-40 | 32-38 | 32-38 | 19-37 | 32-37 | 28-25 | 23-25 | –––-  |

### Girone B

#### Classifica
| Pos | Squadra     | G  | V  | N | P  | GF  | GS  | DG  | Pt | Qualificazione |
| --- | ----------- | -- | -- | - | -- | --- | --- | --- | -- | -------------- |
| 1   | Barcellona  | 14 | 10 | 2 | 2  | 454 | 409 | +45 | 22 | Quarti         |
| 2   | Aalborg     | 14 | 8  | 2 | 4  | 434 | 421 | +13 | 18 | Quarti         |
| 3   | Nantes      | 14 | 7  | 3 | 4  | 426 | 407 | +19 | 17 | Playoff        |
| 4   | Magdeburgo  | 14 | 6  | 1 | 7  | 404 | 389 | +15 | 13 | Playoff        |
| 5   | Pick Szeged | 14 | 6  | 1 | 7  | 421 | 422 | −1  | 13 | Playoff        |
| 6   | Kielce      | 14 | 5  | 1 | 8  | 389 | 411 | −22 | 11 | Playoff        |
| 7   | Kolstad     | 14 | 5  | 1 | 8  | 400 | 434 | −34 | 11 |                |
| 8   | Zagabria    | 14 | 3  | 1 | 10 | 373 | 408 | −35 | 7  |                |

#### Risultati
|             | BAR   | SZE   | MAG   | AAL   | KIE   | ZAG   | NAN   | KOL   |
| ----------- | ----- | ----- | ----- | ----- | ----- | ----- | ----- | ----- |
| Barcellona  | ––––  | 31-30 | 32-26 | 35-27 | 30-28 | 38-30 | 36-30 | 36-27 |
| Pick Szeged | 29-29 | ––––  | 31-29 | 30-32 | 28-27 | 26-27 | 33-32 | 27-29 |
| Magdeburgo  | 28-23 | 31-24 | ––––  | 32-31 | 26-27 | 36-24 | 28-32 | 33-25 |
| Aalborg     | 36-35 | 29-28 | 33-33 | ––––  | 34-26 | 33-30 | 38-31 | 30-28 |
| Kielce      | 28-32 | 31-35 | 25-29 | 28-35 | ––––  | 30-23 | 28-28 | 31-30 |
| Zagabria    | 29-31 | 30-35 | 22-18 | 31-23 | 26-27 | ––––  | 22-25 | 25-25 |
| Nantes      | 31-31 | 32-29 | 29-28 | 29-29 | 23-20 | 32-29 | ––––  | 44-27 |
| Kolstad     | 30-35 | 33-36 | 31-27 | 25-24 | 32-33 | 29-25 | 29-28 | –––-  |

## Fase ad eliminazione

### Playoff
| Squadra 1       | Totale | Squadra 2           | Andata | Ritorno |
| --------------- | ------ | ------------------- | ------ | ------- |
| Wisła Płock     | 52-54  | Nantes              | 28-25  | 24-29   |
| Pick Szeged     | 65-56  | Paris-Saint Germain | 30-31  | 35-25   |
| Kielce          | 64-70  | Füchse Berlino      | 27-33  | 37-37   |
| Dinamo Bucarest | 55-65  | Magdeburgo          | 26-30  | 29-35   |

| Arbitri: | I. Covalciuc A. Covalciuc |

|             |           |       |
| Krajewski 8 | Marcatori | Bos 6 |

| Arbitri: | Mitrevski Todorovski |

|        |           |               |
| Abdi 6 | Marcatori | Michałowicz 6 |

| Arbitri: | Kurtagic Wetterwik |

|         |           |           |
| Kukić 6 | Marcatori | Syprzak 8 |

| Arbitri: | D. Martins R. Martins |

|           |           |            |
| Syprzak 8 | Marcatori | Šoštarić 7 |

| Arbitri: | Pavićević Ražnatović |

|        |           |              |
| Nahi 6 | Marcatori | Andersson 13 |

| Arbitri: | Lah Sok |

|           |           |         |
| Gidsel 12 | Marcatori | Sićko 8 |

| Arbitri: | Bíró Kiss |

|            |           |             |
| Akimenko 6 | Marcatori | Magnússon 6 |

| Arbitri: | Álvarez Bustamante |

|             |           |           |
| Magnússon 8 | Marcatori | Vujović 6 |

### Quarti di finale
| Squadra 1      | Totale | Squadra 2   | Andata | Ritorno |
| -------------- | ------ | ----------- | ------ | ------- |
| Nantes         | 60-57  | Sporting CP | 28-27  | 32-30   |
| Magdeburgo     | 54-53  | Veszprém    | 26-26  | 28-27   |
| Pick Szeged    | 54-56  | Barcellona  | 24-27  | 30-29   |
| Füchse Berlino | 77-65  | Aalborg     | 37-29  | 40-36   |

| Arbitri: | Schulze Tönnies |

|         |           |            |
| Minne 7 | Marcatori | M. Costa 8 |

| Arbitri: | A. Konjičanin D. Konjičanin |

|            |           |         |
| M. Costa 8 | Marcatori | Minne 8 |

| Arbitri: | Horáček Novotný |

|             |           |            |
| Lagergren 8 | Marcatori | Fabregas 9 |

| Arbitri: | Jørum Kleven |

|            |           |         |
| Fabregas 7 | Marcatori | Claar 7 |

| Arbitri: | Elíasson Pálsson |

|            |           |        |
| Šoštarić 8 | Marcatori | Mem 10 |

| Arbitri: | Boričić Marković |

|       |           |            |
| Mem 6 | Marcatori | Frimmel 10 |

| Arbitri: | Marín García |

|           |           |         |
| Gidsel 11 | Marcatori | Hoxer 7 |

| Arbitri: | Nikolov Nachevski |

|            |           |          |
| Bjørnsen 9 | Marcatori | Gidsel 9 |

### Final Four
Il sorteggio per l'accoppiamento delle semifinali si è tenuto il 2 maggio nella sede di Vienna.

#### Tabellone
|  | Semifinali     | Semifinali     | Semifinali |            |                | Finale          | Finale          | Finale          |  |
|  |                |                |            |            |                |                 |                 |                 |  |
|  | Füchse Berlino | Füchse Berlino | 34         |            |                |                 |                 |                 |  |
|  | Füchse Berlino | Füchse Berlino | 34         |            |                |                 |                 |                 |  |
|  | Nantes         | Nantes         | 24         |            |                |                 |                 |                 |  |
|  | Nantes         | Nantes         | 24         |            | Füchse Berlino | Füchse Berlino  | 26              |                 |  |
|  |                |                |            |            | Füchse Berlino | Füchse Berlino  | 26              |                 |  |
|  |                |                | Magdeburgo | Magdeburgo | 32             |                 |                 |                 |  |
|  | Barcellona     | Barcellona     | Magdeburgo | Magdeburgo | 32             | 30              |                 |                 |  |
|  | Barcellona     | Barcellona     |            |            |                | 30              |                 |                 |  |
|  | Magdeburgo     | Magdeburgo     | 31         |            |                | Finale 3º posto | Finale 3º posto | Finale 3º posto |  |
|  | Magdeburgo     | Magdeburgo     | 31         |            |                |                 |                 |                 |  |
|  |                |                |            |            |                |                 |                 |                 |  |
|  |                |                |            |            |                | Nantes          | Nantes          | 30              |  |
|  |                |                |            |            |                | Nantes          | Nantes          | 30              |  |
|  |                |                |            |            |                | Barcellona      | Barcellona      | 25              |  |

#### Semifinali
| Arbitri: | Elíasson Pálsson |

|             |           |           |
| Freihöfer 7 | Marcatori | Tournat 6 |

| Arbitri: | Nikolov Nachevski |

|       |           |              |
| Mem 8 | Marcatori | Magnússon 11 |

#### Finale 3º posto
| Arbitri: | I. Covalciuc A. Covalciuc |

|             |           |              |
| Odriozola 6 | Marcatori | Richardson 8 |

#### Finale
| Arbitri: | Lah Sok |

|                     |           |                |
| Gidsel, Av Teigum 7 | Marcatori | Kristjánsson 8 |